# 서울특별시 서울의료원
서울특별시 서울의료원(서울特別市 -醫療院, 영어: Seoul Metropolitan City Seoul Medical Center)은 서울특별시 중랑구 신내로 156 (신내동)에 위치한 서울특별시 산하 시립 종합병원이다. 지역거점공공병원, 권역응급의료센터로 지정되어 있다.

## 연혁
- 1977년 : 서울시립중부병원과 서울시립남부병원을 통합해 서울시립강남병원으로 개원
- 1982년 : 지방공사 강남병원으로 변경
- 2004년 11월 : 서울의료원으로 명칭 개정
- 2006년 5월 : 서울특별시 서울의료원으로 명칭 변경
- 2008년 5월 : 서울시 신내동 신축병원 기공식
- 2011년 5월 : 중랑구 신내동 서울의료원 신축병원 이전 개원
- 2012년 7월 : 서울시 공공보건의료지원단 설치 및 운영
- 2015년 12월 : 보건복지부 권역응급의료센터 지정
- 2020년 2월 :코로나19 국가 지정 병원으로 지정(현재 코로나19 대부분 확진자가 여기서 치료를 받고 있으며 신규 입원이 제한된다.)

## 진료 과목
내과·외과·성형외과·신경외과·정형외과·흉부외과·재활의학과·산부인과·소아청소년과·피부과·비뇨기과·안과·이비인후과·신경과·정신건강의학과·영상의학과·방사선종양학과·마취통증의학과·진단검사의학과·병리과·치과·응급의학과·가정의학과·중환자관리실 등 총 24개이며, 이 밖에도 암센터·응급의료센터·건강증진센터·심혈관센터·재활의학센터·아토피클리닉 등 특수진료센터 등을 운영한다.

## 강남분원

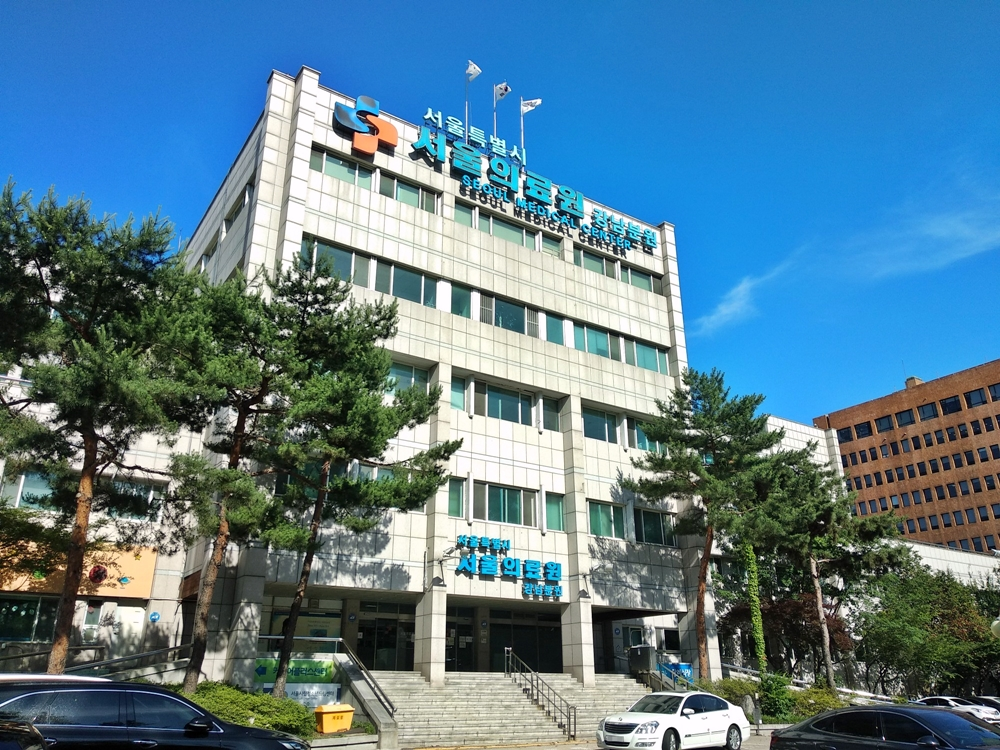
강남 분원

### 주소
- 서울특별시 강남구 봉은사로114길 43 (삼성동)

### 연혁
- 2011년 서울의료원과 분리되어 강남분원 설치

### 진료 과목
내과·외과·성형외과·신경외과·정형외과·흉부외과·재활의학과·산부인과·소아청소년과·피부과·비뇨기과·안과·이비인후과·신경과·정신건강의학과·영상의학과·방사선종양학과·마취통증의학과·진단검사의학과·병리과·치과·응급의학과·가정의학과·중환자관리실 등 총 24개이며, 이 밖에도 암센터·응급의료센터·건강증진센터·심혈관센터·재활의학센터·아토피클리닉 등 특수진료센터 등등.

## 촬영 장소
- 《부탁해요, 엄마》